# 舒氏溪脂鯉
舒氏溪脂鯉，為輻鰭魚綱脂鯉目脂鯉亞目頂器脂鯉科的其一種，分布於南美洲巴西巴拉那河及Ribeira de Iguape河流域，體長可達51.3公分，棲息在底中層水域，生活習性不明。